# حسام مدنية
حسام مدنية  (23 مايو 1978) مغني سوري شارك في برنامج المواهب الغنائية سوبر ستار بموسمه الثاني عام 2004.

## حياته
ولد في مدينة اللاذقية، ونشأ ودرس فيها.بدأ الغناء في الخامسة من عمره. في المرحلة الابتدائية انتسب إلى «الفرقة النحاسية»، وفي الإعدادية عزف الترومبيت، وفي الثانوية درّب الكورال وحصل على شهادة أفضل مدرب في سن الواحد والعشرين .ثم انتسب إلى نقابة الفنانين وعمل كمدرّس للموسيقى وأصول الغناء في دولة الإمارات العربية المتحدة في إمارة أبوظبي. تبوأ المركز الأول على مستوى سوريا في الغناء الفردي ولعدة سنوات، وبناء على ذلك تم اختياره لتمثيل سوريا في مهرجان الشباب في القاهرة أواخر عام 1988. ثم انتقل للتدريب وحصل على شهادة تقدير وذلك كأفضل مدرب كورال في منتصف عام 1990.

## مشواره الفني
في عام 2004 شارك في النسخة العربية من البرنامج العالمي سوبر ستار و كانت انطلاقته وشهرته التي وصلت إلى الوطن العربي حيث سجل في نفس السنة ألبوه الأول 

### البومات
| الألبوم      | المنتج         | العام |
| ------------ | -------------- | ----- |
| لعيونك مشتاق | شركة Leader CD | 2005  |
| بموت عليكي   | روتانا         | 2009  |